# IUPAC
Az International Union of Pure and Applied Chemistry (Nemzetközi Elméleti és Alkalmazott Kémiai Szövetség) rövidítése. 1919-ben alakították meg Zürichben, adminisztratív központja Durhamban működik. Legfőbb feladata az egységes nemzetközi kémiai nómenklatúra (nevezéktan) kialakítása, melyet az alábbi kiadványokban – ún. „színes” könyvekben – publikálnak:
- A kémiai nevezéktan kompendiuma (Arany könyv)[1]
- Fizikai kémiai jelölésrendszer (Zöld könyv)[2]
- Szervetlen kémiai nevezéktan (Piros könyv)[3]
- Szerves kémiai nevezéktan (Kék könyv)[4]
- Makromolekuláris nevezéktan kompendiuma (Bíbor könyv)[5]
- Analitikai nevezéktan kompendiuma (Narancs könyv)[6]
- Klinikai laboratóriumi tudományok nevezéktanának kompendiuma (Ezüst könyv)
- Biokémiai nevezéktan (Fehér könyv)[7]

Ezeken kívül az alábbi folyóiratokat is a IUPAC adja ki:
- Pure and Applied Chemistry (Elméleti és alkalmazott kémia)
- IUPAC Information Bulletin (IUPAC tájékozató füzetek)
- Technical Reports (Munkacsoportok jelentései)

## Egyéb hivatkozások
- A IUPAC honlapja
- Recommendations on Organic & Biochemical Nomenclature, Symbols & Terminology etc.
- Arany könyv